# Balvatnet
Balvatnet (lulesamisk: Bállávvre; pitesamisk: Balhavrre) er en sø der er omsluttet af Junkerdal nationalpark, i den sydlige del af Sulitjelmafjellene i Saltdal kommune i Nordland fylke i Norge. Balvatnet er reguleret i forbindelse med Daja kraftværk  i Sulitjelma.
7 kilometer øst for søen ligger grænsen til Sverige med Mavas bag åsen, mod syd ligger Skaiti, og mod sydvest ligger Evenesdal.

## Eksterne kilder og henvisninger
1. ↑  om Balvatnet på Store Norske Leksikon